# Vető Miklós (költő)
Vető Miklós (Budapest, 1918. november 4. – Harka, 1945. február 13.) magyar költő, író.

## Élete
Budapesten született munkáscsaládban. Itt végezte a középiskoláit magántanulóként. Versei megjelentek a Szép Szó című irodalmi lapban, a Népszavában és antológiákban. Meséket is írt az ifjúság számára. Munkaszolgálatosként halt meg. Halálát tífusz okozta. Sokat ígérő tehetség volt. Tizenhét évvel halála után adta ki összegyűjtött verseit a Szépirodalmi Kiadó.
Temetését 1946. december 15-én tartották a Kozma utcai izraelita temető mártírparcellájában.

## Művei
- Hideg napok (összegyűjtött versei, Pintér József utószavával, Budapest, 1962)